# 米莱娜·巴尔萨莫
米莱娜·巴尔萨莫（義大利語：Milena Balsamo，1961年1月26日—），意大利女子田径运动员。她曾代表意大利参加1984年和1988年夏季残疾人奥林匹克运动会田径比赛，获得一枚金牌、一枚银牌和三枚铜牌。